# 阿蓋爾鎮區 (密歇根州)
阿蓋爾鎮區（英語：Argyle Township）是位於美國密歇根州薩尼拉克縣的一個行政鎮區。

## 地方資料
阿蓋爾鎮區的面積為94.10平方千米，當中陸地面積為94.10平方千米，而水域面積為0.00平方千米。根據2020年美國人口普查的數據，當地共有人口687人，而人口密度為每平方千米7.3人。